# Vallés
Vallés är en kommun i Spanien.   Den ligger i provinsen Província de València och regionen Valencia, i den östra delen av landet, 300 km sydost om huvudstaden Madrid. Antalet invånare är 162. Arean är 1,2 kvadratkilometer. Vallés gränsar till Canals, Cerdà, La Granja de la Costera, Llanera de Ranes, Novetlè, Rotglà i Corberà, Torrella och Xàtiva. 
Terrängen i Vallés är mycket platt.